# Pseudophryne raveni
Pseudophryne raveni és una espècie de granota que viu a Austràlia.